# 錢藻 (宋朝)
錢藻（1022年—1082年），字纯老，一作醇老。北宋钱塘（今浙江杭州）人，宋朝官員。

## 生平
吳越王錢镠五世孫。钱明逸之侄。寓居蘇州。幼時喪父，母改嫁，依其族之大人，刻苦學習，“清謹寡過”。皇祐五年（1053年）进士，为旌德县尉。嘉祐四年試校書郞，無爲軍判官。英宗时通判秀州（今浙江嘉兴）。神宗熙宁三年，知婺州。入直舍人院，同修起居注，擢知制誥。加樞密直學士，元豐二年三月，知開封府，“独立守绳墨，为政简静”，改翰林學士、侍讀學士。曾校《后汉书》。元豐五年卒，得年六十一歲。